# Естонська хокейна ліга
Мейстріліга (ест. Meistriliiga) — щорічні хокейні змагання в Естонії, які проводяться з 1934 року під егідою Естонської хокейної федерації.

## Чемпіони
- 1934: «Калев» Таллінн
- 1935: не відбувся
- 1936: АСК Тарту
- 1937: «Калев» Таллінн
- 1938: не відбувся
- 1939: АСК Тарту
- 1940: «Спорт» Таллінн
- 1941: не відбувся
- 1942: не відбувся
- 1943: не відбувся
- 1944: не відбувся
- 1945: не відбувся
- 1946: «Динамо» Таллінн
- 1947: «Динамо» Тарту
- 1948: «Динамо» Таллінн
- 1949: «Динамо» Таллінн
- 1950: ЛТМ Таллінн
- 1951: ЛТМ Таллінн
- 1952: «Динамо» Таллінн
- 1953: «Динамо» Таллінн
- 1954: «Динамо» Таллінн
- 1955: «Динамо» Тарту
- 1956: «Калев» Кохтла-Ярве
- 1957: «Динамо» Тарту
- 1958: «Калев» Таллінн
- 1959: «Калев» Таллінн
- 1960: «Калев» Таллінн
- 1961: «Калев» Таллінн
- 1962: «Калев» Таллінн
- 1963: «Екскаватор» Таллінн
- 1964: «Таксопарк» Таллінн
- 1965: «Темпо» Таллінн
- 1966: «Екскаватор» Таллінн
- 1967: «Кренгольм» Нарва
- 1968: «Темпо» Таллінн
- 1969: «Кренгольм» Нарва
- 1970: ХК «Кеемік» Кохтла-Ярве
- 1971: «Кренгольм» Нарва
- 1972: ХК «Кеемік» Кохтла-Ярве
- 1973: «Кренгольм» Нарва
- 1974: ХК «Кеемік» Кохтла-Ярве
- 1975: «Кренгольм» Нарва
- 1976: ХК «Кеемік» Кохтла-Ярве
- 1977: ХК «Кеемік» Кохтла-Ярве
- 1978: «Таллекс» Таллінн
- 1979: ХК «Кеемік» Кохтла-Ярве
- 1980: ХК «Кеемік» Кохтла-Ярве
- 1981: «Таллекс» Таллінн
- 1982: «Калев» Сілламяе
- 1983: ХК «Кеемік» Кохтла-Ярве
- 1984: ХК «Кеемік» Кохтла-Ярве
- 1985: ХК «Кеемік» Кохтла-Ярве
- 1986: «Кренгольм» Нарва
- 1987: ХК «Кеемік» Кохтла-Ярве
- 1988: «Кренгольм» Нарва
- 1989: ХК «Кеемік» Кохтла-Ярве
- 1990: «Кренгольм-2» Нарва
- 1991: «Кренгольм-2» Нарва
- 1992: «Кренгольм» Нарва
- 1993: «Кренгольм» Нарва
- 1994: «Кренгольм» Нарва
- 1995: «Кренгольм» Нарва
- 1996: «Кренгольм» Нарва
- 1997: «Вялков-494» Тарту
- 1998: «Кренгольм» Нарва
- 1999: «Вялков-494» Тарту
- 2000: «Вялков-494» Тарту
- 2001: Нарва 2000
- 2002: «Вялков-494» Тарту
- 2003: «Вялков-494» Тарту
- 2004: «Пантер» Таллінн
- 2005: ХК «Старс» Таллінн
- 2006: ХК «Старс» Таллінн
- 2007: ХК «Старс» Таллінн
- 2008: «Вялков-494» Тарту
- 2009: ХК «Старс» Таллінн
- 2010: «Віру Спутник» Кохтла-Ярве
- 2011: «Калев-Вялк» Тарту
- 2012: «Калев-Вялк» Тарту
- 2013: «Вікінг Спорт» Таллінн
- 2014: «Вікінг Спорт» Таллінн
- 2015: «Калев-Вялк» Тарту
- 2016: «Нарва» ПСК
- 2017: «Нарва» ПСК
- 2018: «Вікінг»
- 2019: «Тарту Калев-Вальк»
- 2020: «Тарту Калев-Вальк»
- 2021: «Тарту Калев-Вальк»
- 2022: «Тарту Калев-Вальк»
- 2023:  «Курбадс»
- 2024: «Нарва» ПСК
- 2025: «Тарту Калев-Вальк»

## Титули
| Титули | Клуб | Сезони |
| ------ | --- | --- |
| 19     | Нарва ПСК до 1999 «Кренгольм» Нарва 1999–2003 Нарва 2000 | 1967, 1969, 1971, 1973, 1975, 1986, 1988, 1990, 1991, 1992, 1993, 1994, 1995, 1996, 1998, 2001, 2016, 2017, 2024 |
| 14     | «Калев-Вялк» Тарту 1994−2007 «Вялков-494» | 1997, 1999, 2000, 2002, 2003, 2008, 2011, 2012, 2015, 2019, 2020, 2021, 2022, 2025                               |
| 13     | ХК «Кеемік» Кохтла-Ярве 1952–1961 «Калев» Кохтла-Ярве 1961–1969 ПК Кохтла-Ярве 1969–1997 ХК «Кеемік» Кохтла-Ярве 1997–2001 Кохтла-Ярве Централ з 2004 ХК «Кеемік» Кохтла-Ярве | 1956, 1970, 1972, 1974, 1976, 1977, 1979, 1980, 1983, 1984, 1985, 1987, 1989                                     |
| 7      | «Калев» Таллінн | 1934, 1937, 1958, 1959, 1960, 1961, 1962                                                                         |
| 6      | «Динамо» Таллінн | 1946, 1948, 1949, 1952, 1953, 1954                                                                               |
| 4      | ХК «Старс» Таллінн | 2005, 2006, 2007, 2009                                                                                           |
| 3      | «Динамо» Тарту | 1947, 1955, 1957                                                                                                 |
| 3      | «Вікінг» Таллінн 2010−2014 «Вікінг Спорт» Таллінн | 2013, 2014, 2018                                                                                                 |
| 2      | АСК Тарту | 1936, 1939 |
| 2      | «Екскаватор» Таллінн | 1963, 1966 |
| 2      | ЛТМ Таллінн | 1950, 1951 |
| 2      | «Таллекс» Таллінн | 1978, 1981 |
| 2      | «Темпо» Таллінн | 1965, 1968 |
| 1      | «Калев» Сілламяе | 1982 |
| 1      | «Пантер» Таллінн | 2004 |
| 1      | «Таксопарк» Таллінн | 1964 |
| 1      | «Спорт» Таллінн | 1940 |
| 1      | «Віру Спутник» Кохтла-Ярве | 2010 |
| 1      | «Курбадс» | 2023 |